# Cancrion deltoides
Cancrion deltoides là một loài chân đều trong họ Entoniscidae. Loài này được Shiino miêu tả khoa học năm 1942.